# 阿拉博
阿拉博（法語：Arabaux，法語發音：[aʁabo]）是法国阿列日省的一个市镇，属于富瓦区。

## 地理
阿拉博（42°59'5"N, 1°38'34"E）面积4.59 平方千米，位于法国奧克西塔尼大區阿列日省，该省份为法国西南部内陆省份，西部和北部与上加龙省接壤，东临奥德省，东南至东比利牛斯省接壤，南与安道尔和西班牙接壤。
与阿拉博接壤的市镇（或旧市镇、城区）包括：富瓦、莱尔姆、普拉迪耶尔、圣让德韦日。

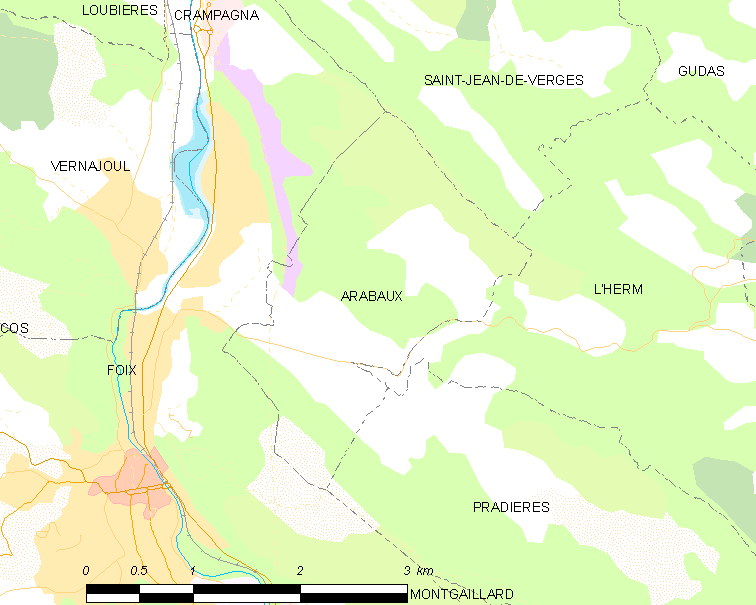
阿拉博的OSM定位图

阿拉博的时区为UTC+01:00、UTC+02:00（夏令时）。

## 行政
阿拉博的邮政编码为09000，INSEE市镇编码为09013。

## 政治
阿拉博所属的省级选区为阿列日河谷县。

## 人口

1962-2008年间阿拉博人口变化图示

阿拉博于2022年1月1日时的人口数量为80人。